# Francisco Jiménez de Cisneros
Francisco Jiménez de Cisneros (Torrelaguna,  1436. – Roa de Duero, 8. studenog 1517.) je bio kardinal i državnik Kastilije.
Francisco je bio skromnog podrijetla, ali usprkos tomu uzdigao se na visok položaj i stekao dosta moći. Bio je vjerski reformator, dva puta je bio regent Španjolske, kardinal, Veliki inkvizitor, misionar, promotor Križarskih ratova na sjeveru Afrike. Poznat je i po tome što je osnovao Sveučilište Compultense u Madridu (la Universidad Complutense), trenutno najveće sveučilište u Španjolskoj. Napisao je i prvu višejezičnu Bibliju.
Kardinal Cisneros je živio u dinamično doba španjolske povijesti tijekom vladavine Katoličkih kraljeva, kada su se u Španjolskoj dogodile mnoge izuzetno značajne promjene koje će utrle put ka Zlatnom dobu španjolskog imperija (1500. – 1700.), čemu je doprinio i sam Cisneros. Prema povjesničaru Johnu Elliotu politika Fernanda i Sisnerosa je izuzetno doprinijela usponu Španjolske.